# Xã Iroquois, Quận Kingsbury, South Dakota
Xã Iroquois (tiếng Anh: Iroquois Township) là một xã thuộc quận Kingsbury, tiểu bang Nam Dakota, Hoa Kỳ. Năm 2010, dân số của xã này là 71 người.